# 516560 Annapolisroyal
516560 Annapolisroyal è un asteroide della fascia principale. Scoperto nel 2006, presenta un'orbita caratterizzata da un semiasse maggiore pari a 2,7709767 au e da un'eccentricità di 0,1483377, inclinata di 17,07268° rispetto all'eclittica.
Dal 26 ottobre 2018 al 6 aprile 2019, quando 518523  Bryanshumaker ricevette la denominazione ufficiale, è stato l'asteroide denominato con il più alto numero ordinale. Prima della sua denominazione, il primato era di 495759 Jandesselberger.
L'asteroide è dedicato alla città canadese di Annapolis Royal.